# エルディル
エルディル（古ノルド語: Eldir）は、北欧神話に登場する召使いの名前である。「火夫」という意味がある。

## 概要
エルディルは『古エッダ』の『ロキの口論』に登場する。
エーギルの召使いとして、フィマフェングらとともに、神々を招待した酒宴の準備をしていた。
フィマフェングがロキに殺されたので、怒った神々が彼を追い出した。しかしロキは酒宴をぶちこわそうと企み、会場に戻ってきた。エルディルはロキを見て、「中にいる神々と妖精の誰も、おまえのことを良く言っていない」と、ロキを中に入れまいとした。しかしロキはエルディルを無視して会場に入っていって、口論を始めた。